# 古斯塔夫·德·莫利納里
古斯塔夫·德·莫利納里（Gustave de Molinari，1819年3月3日—1912年1月28日）是比利時裔的法國经济学家，屬於自由主義的自由放任學派。
在莫利納里一生中，他和其他自由主義的經濟學家聯合起來，替和平、自由貿易、言論自由、結社自由（包括自願的工會）和所有形式的自由辯護，反對奴隸制度、重商主義、贸易保护主义、帝国主义、民族主義、社團主義、和政府對教育及藝術的控制，以及所有在他看來限制了自由的事物。在定居巴黎時，他於1840年代參與了由著名的自由主義經濟學家弗雷德里克·巴斯夏領導的「Ligue pour la Liberté des Échanges」（自由貿易聯盟），巴斯夏在死前曾稱莫利納里為他的思想繼承人。
在1849年莫利納里發表了他的兩篇作品：一篇名為The Production of Security的論文、以及一本名為Les Soirées de la Rue Saint-Lazare的書，描述自由市場的機能如何取代國家、連司法和防衛的機能也能取代。在Les Soirées中他說道：
沒有任何東西會比政府的壟斷更糟糕的了。當一個統治者剝奪了被統治者自由選擇統治者的權利時，由於他無需面對競爭，他的統治效率便自然低落無比、價格也不便宜。如果你允許一家雜貨店在某地擁有獨占的經營權、禁止當地居民向其他地區的雜貨店購買產品、甚至是禁止他們經營自己的雜貨店，那麼你將會看到那間擁有特權的雜貨店會變的多麼效率低落、多麼的霸道可惡，最後他將能隨意調漲價格，全憑他的喜好！你將會看到他會變的如此富裕、犧牲的卻是廣大的消費者，同時你還會看到他是如何的炫燿他的財富。顯然的，較低等的服務會發生的現象也會發生在較高等的服務上，由政府壟斷的情況並不會比小雜貨店的壟斷好到哪去，最後，由政府壟斷的保安服務會變的昂貴而效率低落。可怕的戰爭也正是因為這種政府對保安服務的壟斷而產生的。
穆瑞·羅斯巴德在1977年翻譯的The Production of Security一書的序言中稱呼這本書為「人類史上第一本闡述了無政府資本主義的書」，不過他也承認「莫利納里並沒有使用過這樣的稱呼，而且或許會反對這個稱呼」。
在1850年代莫利納里逃亡至比利時以避免法國皇帝拿破崙三世的迫害。他在1860年代返回巴黎並替一家相當知名的報紙Le Journal des Debats工作，從1871年擔任編輯直至1876年為止。接著莫利納里開始編輯Journal des Économistes雜誌，編輯許多有關法國政治經濟和社會的文章，從1881年直到1909年為止。在他於1899年所著的The Society of the Future一書中，他提倡一種聯邦體制的集體安全制度，並強調他對於私營保安機構的支持。
莫利納里於1912年去世，享年93歲，被埋葬於巴黎的拉雪茲神父墓園（Père Lachaise）。

## 外部連結
- David Hart著的古斯塔夫·德·莫利納里和反中央集權的自由主義傳統
- The Society of Tomorrow （页面存档备份，存于） 莫利納里所著
- 一些法文的 莫利納里的作品 （页面存档备份，存于） 可以在線上閱讀